# Camelot Warriors
Camelot Warriors (lett. "guerrieri di Camelot") è un videogioco a piattaforme pubblicato nel 1986 per gli home computer Amstrad CPC, Commodore 64, MSX e ZX Spectrum dalla Dinamic Software in spagnolo e dalla Ariolasoft in versione internazionale in inglese. Si controlla un cavaliere con spada e armatura attraverso scenari da esplorare.
L'immagine di copertina, riprodotta anche su schermo nell'introduzione, fu disegnata dal fumettista Alfonso Azpiri.
Un rifacimento amatoriale, Camelot Warriors: El remake, fu pubblicato nel 2007 per Windows.

## Trama
Nel mondo mitologico medievale di Camelot si sono introdotti quattro oggetti indesiderati del XX secolo, ad esempio una lampadina, qui chiamata "il fuoco che non brucia". Il cavaliere protagonista deve trovare gli oggetti in quattro diversi luoghi e consegnarli ai quattro guardiani di ciascun luogo per distruggerli. Le ambientazioni sono descritte nel manuale come una foresta, un lago, le caverne e infine il castello di Camelot. In particolare il druido, guardiano della foresta, dopo aver ottenuto l'oggetto trasformerà temporaneamente il cavaliere in una rana, per affrontare il successivo lago sott'acqua.
Nel finale, consegnato l'ultimo oggetto al guardiano Artù, si scopre che l'avventura era solo un incubo.

## Modalità di gioco
Il giocatore controlla il cavaliere in armatura a piedi attraverso quattro livelli con scenari bidimensionali intricati a piattaforme. Gli scenari sono composti da molte schermate fisse, tranne alcuni lunghi corridoi che sono a scorrimento orizzontale. Lo scopo di ogni livello è trovare e raccogliere un oggetto anacronistico e poi consegnarlo al guardiano, un personaggio immobile diverso a ogni livello, anch'egli da trovare.
Le ambientazioni sono tetre, perlopiù rocciose con un po' di vegetazione, tranne l'ultimo livello che è all'interno di un maniero.
Il cavaliere può camminare a destra e sinistra e fare ampi salti non deviabili. È armato di spada, con la quale può colpire a corto raggio, ma solo ad altezza d'uomo. I nemici più bassi possono solo essere saltati.
Le occasioni di usare la spada sono in effetti poche e il gioco è incentrato soprattutto sull'abilità di scavalcare ostacoli e pericoli in un solo balzo preciso.
Nel secondo livello, ambientato sott'acqua, il cavaliere viene trasformato in una grossa rana, che cammina sui fondali e salta allo stesso modo dell'uomo, ma è disarmata.
Ci sono nemici che volano, camminano bassi o nuotano, muovendosi seguendo percorsi ripetitivi: varie specie di animali, di mostri e piante carnivore fisse. Si perde una vita se si viene toccati.

## Colonna sonora
Il tema musicale, presente solo nell'introduzione, è un adattamento del brano tradizionale Scarborough Fair.

## Accoglienza
Camelot Warriors, almeno nelle più diffuse versioni Amstrad CPC, Commodore 64 e ZX Spectrum, ricevette giudizi molto variabili dalla stampa europea, con voti complessivi oscillanti anche tra 4 e 8 su 10.
Secondo i detrattori c'è carenza di azione e di varietà. In alcuni casi può esserci un baco che causa la perdita delle vite a ripetizione appena si rientra in gioco.